# 科山
科山（俄语：Ко）是俄羅斯的高山，位於哈巴羅夫斯克邊疆區南部，與濱海邊疆區相近。科山海拔高度2,003米，是錫霍特山脈第二高的山峰，僅次於托尔多基-亚尼山（2,077米）。